# Wasserturm Geestemünde

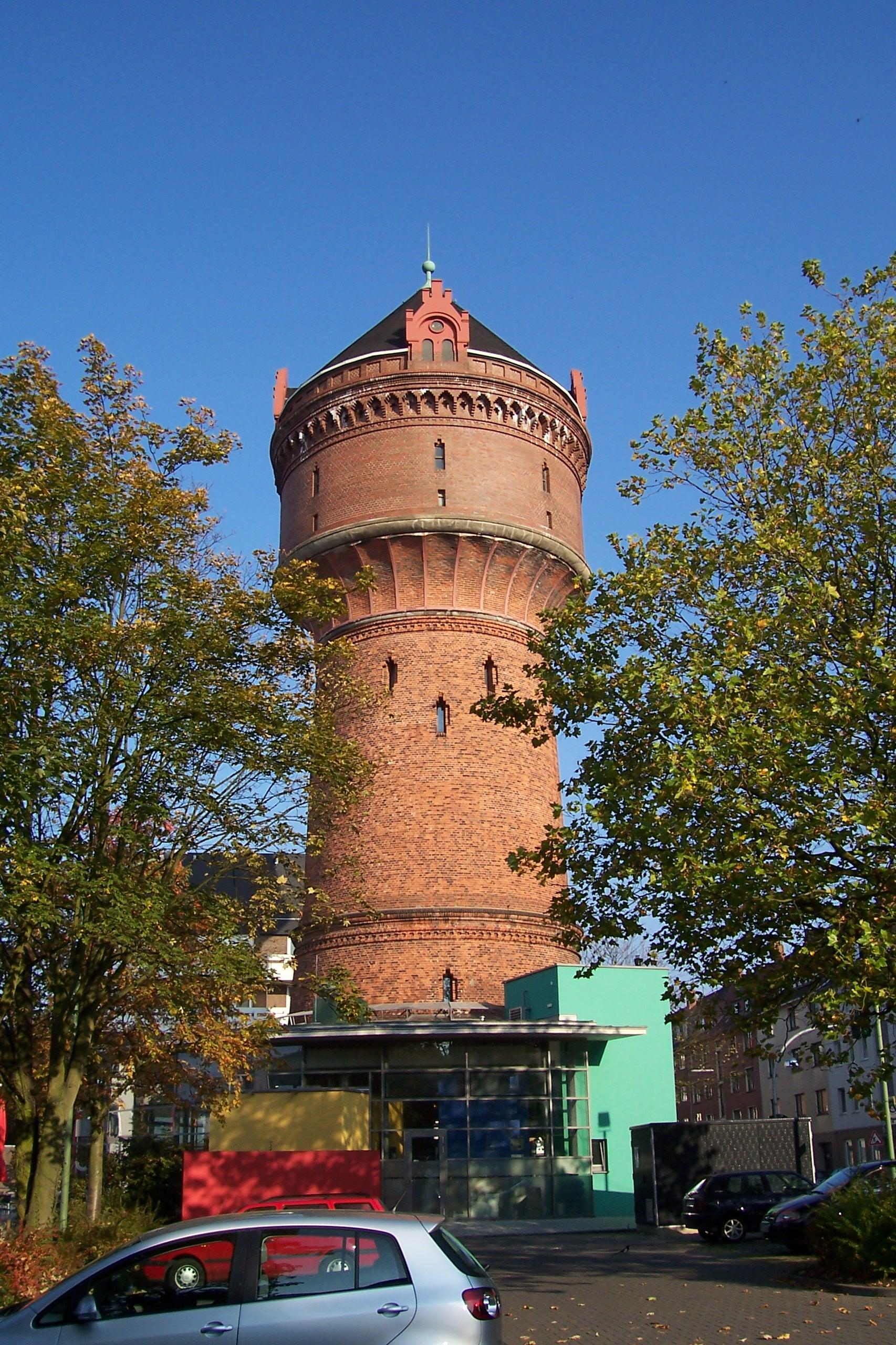
Wasserturm Geestemünde

Der Wasserturm Geestemünde in Bremerhaven-Geestemünde, An der Mühle 33 / Ecke Bülkenstraße / Konrad-Adenauer-Platz, entstand 1891 nach Plänen von Walter Pfeffer. Siehe auch Liste der Wassertürme in Bremerhaven.
Der Turm steht seit 1984 unter Bremer Denkmalschutz.

## Geschichte
Die Wasserversorgung war im 19. Jahrhundert für die schnell wachsenden Gemeinden an der Unterweser ein großes Problem, da in Küstennähe an den Orten zumeist für Trinkwasser nur ungeeignetes Grundwasser (Brackwasser) gefunden wurde. Ab 1863 gab es eine Wasserleitung im Ort. Die Wasserversorgung erfolgte für Geestemünde vom Wasserwerk Bexhövede. Seit 1883 war das Wasserwerk an der Wulsdorfer Chaussee in Betrieb. In Geestendorf gab es 1885 den ersten Wasserturm.
Der Wasserturm entstand 1891 in der Bauepoche des Historismus beim Ausbau der Wasserversorgung am damaligen Neuen Markt am örtlich höchsten Punkt als rundes Backsteingebäude mit auskragendem Turmkopf und einem Kegeldach. Der Turm von Geestemünde zählte zu einem Typ, der von Professor Dr. Ing. Otto Intze von der Technischen Hochschule Aachen stammte. Seine Tagesleistung betrug 500 m³. Ein markantes Gesims und die vier Giebelgauben prägen den Turm als Wahrzeichen des Stadtteils.
Zuvor war in Lehe bereits 1853 der Wasserturm Bremerhaven-Lehe (Hafenstraße) für Alt-Bremerhaven gebaut worden, da hier für Trinkwasser geeignetes Grundwasser gefunden wurde.

Auch der zweite Wasserturm Bremerhaven-Lehe (Langener Landstraße) wurde bis 1886, wenige Jahre vorher, errichtet.

Der vierte Wasserturm in Bremerhaven ist der markante, expressionistische Wohnwasserturm Wulsdorf von 1927.
Im Zweiten Weltkrieg wurde der Turm in Geestemünde schwer beschädigt. Die ursprüngliche Dachkuppel musste durch ein Flachdach ersetzt werden. 1976 drohte der Abriss des Turmes. Er wurde dann bis 1978 saniert und der historische Zustand wieder hergestellt. Ab 1996 war der Turm für die Wasserversorgung nicht mehr erforderlich. Er erhielt 2003 einen gastronomischen Anbau.

Die Wasserversorgung von Bremerhaven erfolgt heute (2018) durch die swb AG.